# Hrzánský palác
Hrzánský palác je palácový komplex, který se nachází v Praze na Hradčanech mezi Hradčanským náměstím a Loretánským náměstím v městské části Praha 1. Hlavní vchod do paláce je z jižní strany ulice Loretánská  č.p. 177/IV, č.o. 9.

## Architektura
Palác je situován na příkrém terénním zlomu, proto jeho severní část směrem do Loretánské ulice je pouze dvoupatrová (z této strany budova nepůsobí nijak impozantním dojmem), zatímco jižní část směrem k Úvozu a Malé Straně je pětipatrová. Celý objekt slouží výhradně pro diplomatické, reprezentačně politické a společenské účely.

## Historie

### Středověk

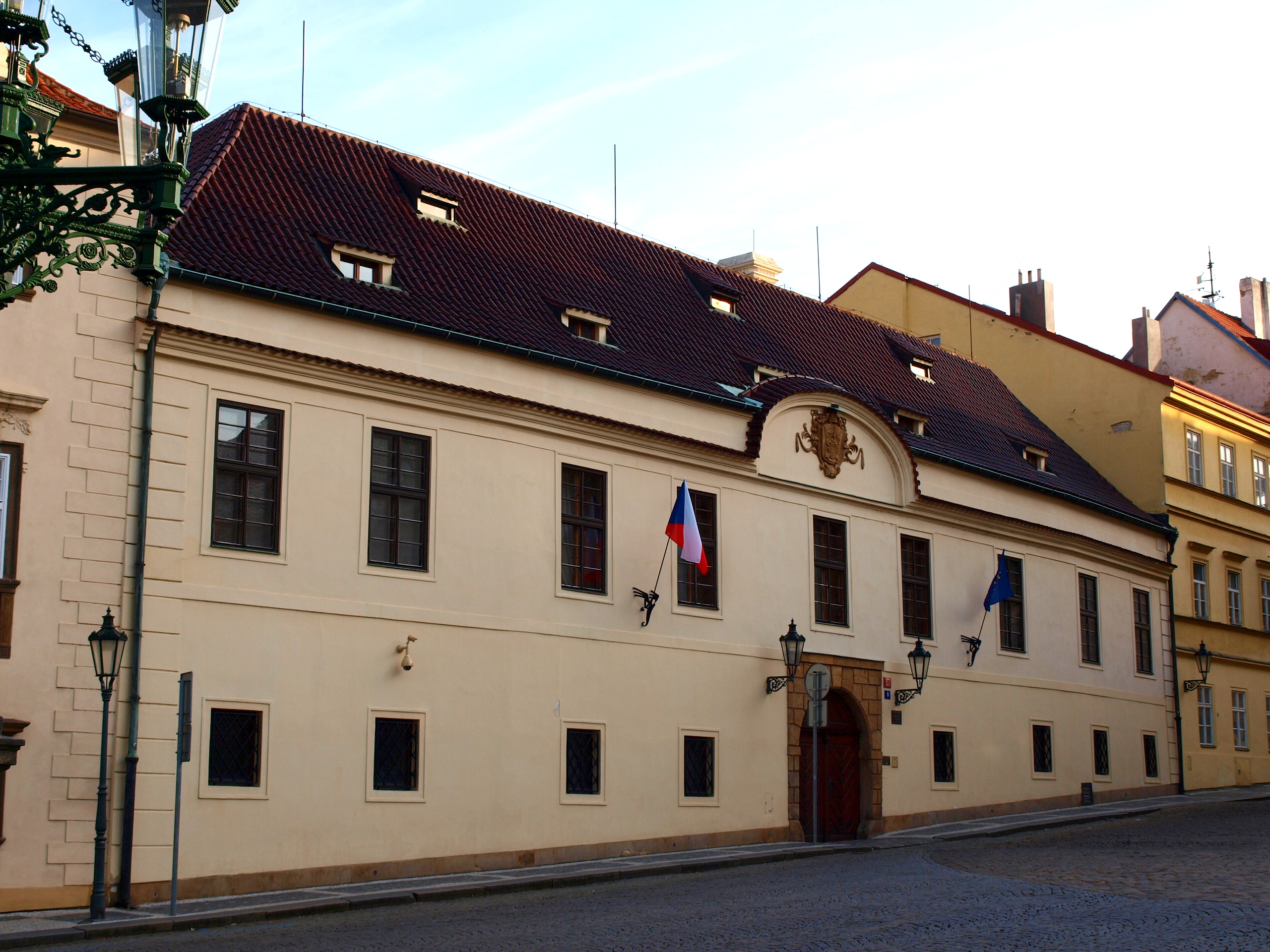
Pohled na Hrzánský palác z Hradčanského náměstí

Původně zde ve středověku stál gotický dům, který podle dochovaných pramenů ve 14. století patřil svatovítské kapitule, poté jej držel jistý Hensling, což byl císařský vrátný. Od něj dům koupil stavitel Petr Parléř, ten jej ale brzy prodal. Poté zde pracoval jistý krejčí Mates.

### Raný novověk
Nový dům zde postavil až někdejší míšeňský purkrabí a také nejvyšší český kancléř Jindřich z Plavna (1510–1554). Po jeho smrti budovu od jeho dědiců zakoupil Jindřich Mikuláš z Lobkovic († 1582). Dalším významným majitelem se stal Adam starší ze Šternberka v letech 1588–1600, který dům podstatně zvelebil. Po něm pak větší stavební úpravy a opravy prováděl nejvyšší komorník Oldřich Desiderius Pruskovský z Pruskova (1570–1618), který v severní části nechal přistavět jedno patro a dal budově renesanční podobu. Dům rozšířil o jeden domek jižním směrem do Úvozu. V pobělohorské době se zde také vystřídala řada šlechtických majitelů.
Například nejvyšší zemský sudí a nejvyšší hofmistr Vilém Albrecht Kolovrat-Krakovský (1600–1688) v roce 1657 k budoucímu palácovému areálu připojil další pozemek směrem k Úvozu. Poté zde v letech 1658–1659 vystavěl zadní pětipodlažní dům a doplnil jej o západní spojovací křídlo. Přibyly zde také velké stáje a konírny. Jeho syn pak v roce 1688 tento dům spojil se svým sousedním palácem (Dietrichsteinský palác). Po jeho smrti byl Dietrichsteinský palác z areálu opět oddělen (včetně vnitřního schodiště).

### Hrzánové
Zikmund Valentin hrabě Hrzán z Harasova (1656–1726) k dosavadním palácům na Malé Straně (Velkopřevorské náměstí) a na Starém Městě (Celetná ulice) přikoupil tento dům pro jeho situaci v blízkosti Pražského hradu a v sousedství České dvorské kanceláře. Pro oddělení od Dietrichstenské rezidence musel postavit nové strmé vřetenové schodiště. On sám ani jeho dědicové nepovažovali toto sídlo za rodové a když upadli do dluhů, tak dům prodali. V roce 1756 dům přešel po složitých peripetiích do majetku Metropolitní kapituly svatého Víta a byl později zvolen za sídlo kapitulního proboštství. Probošt František Kazimír Strachovský ze Strachovic († 1786) dal palác opět přestavět, z té doby pochází jeho současná vnější podoba s barokním průčelím směrem do Loretánské ulice. V děleném štítě budovy se nachází znak svatovítských proboštů, z té doby se dochovaly i některé štukatury a rokokové supraporty.

### Současnost

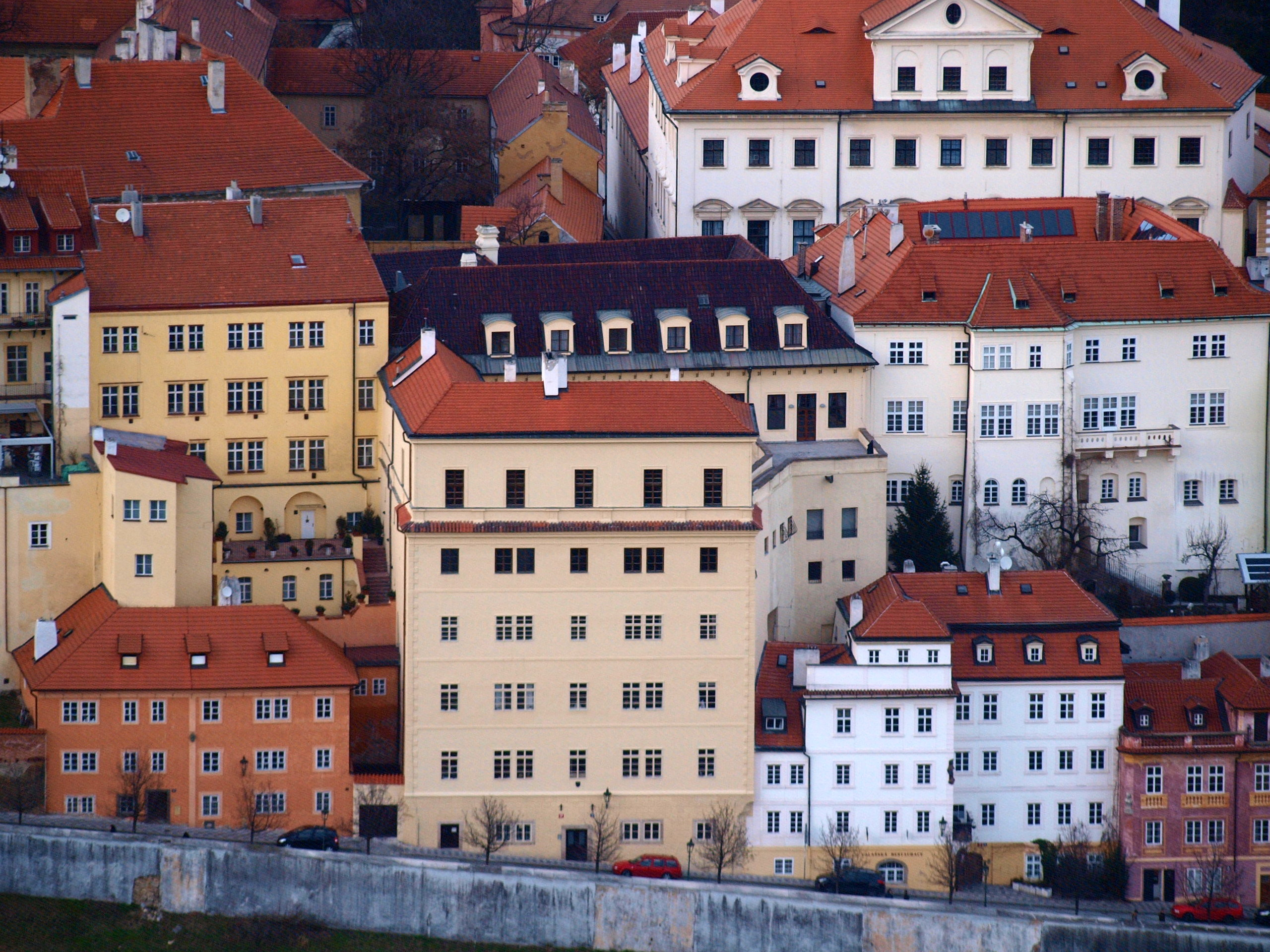
Hrzánský palác (nejvyšší budova uprostřed fotografie se světlou střechou a budova s tmavou střechou za ní) z Petřínské rozhledny

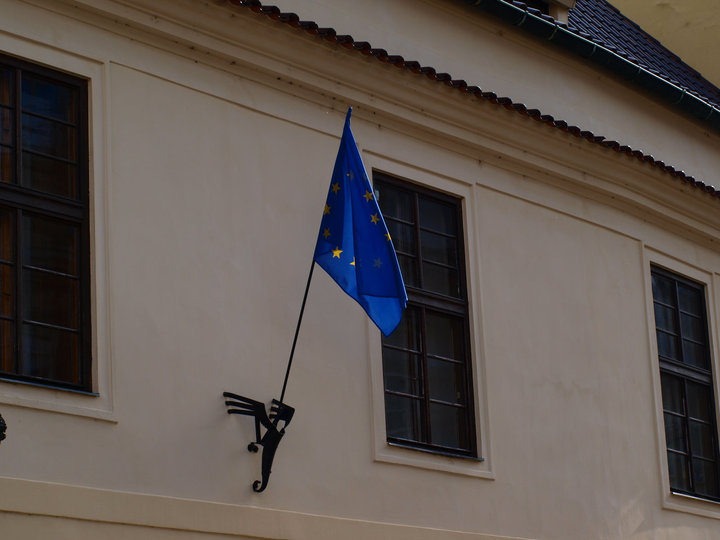
Vlajka EU na Hrzánském paláci

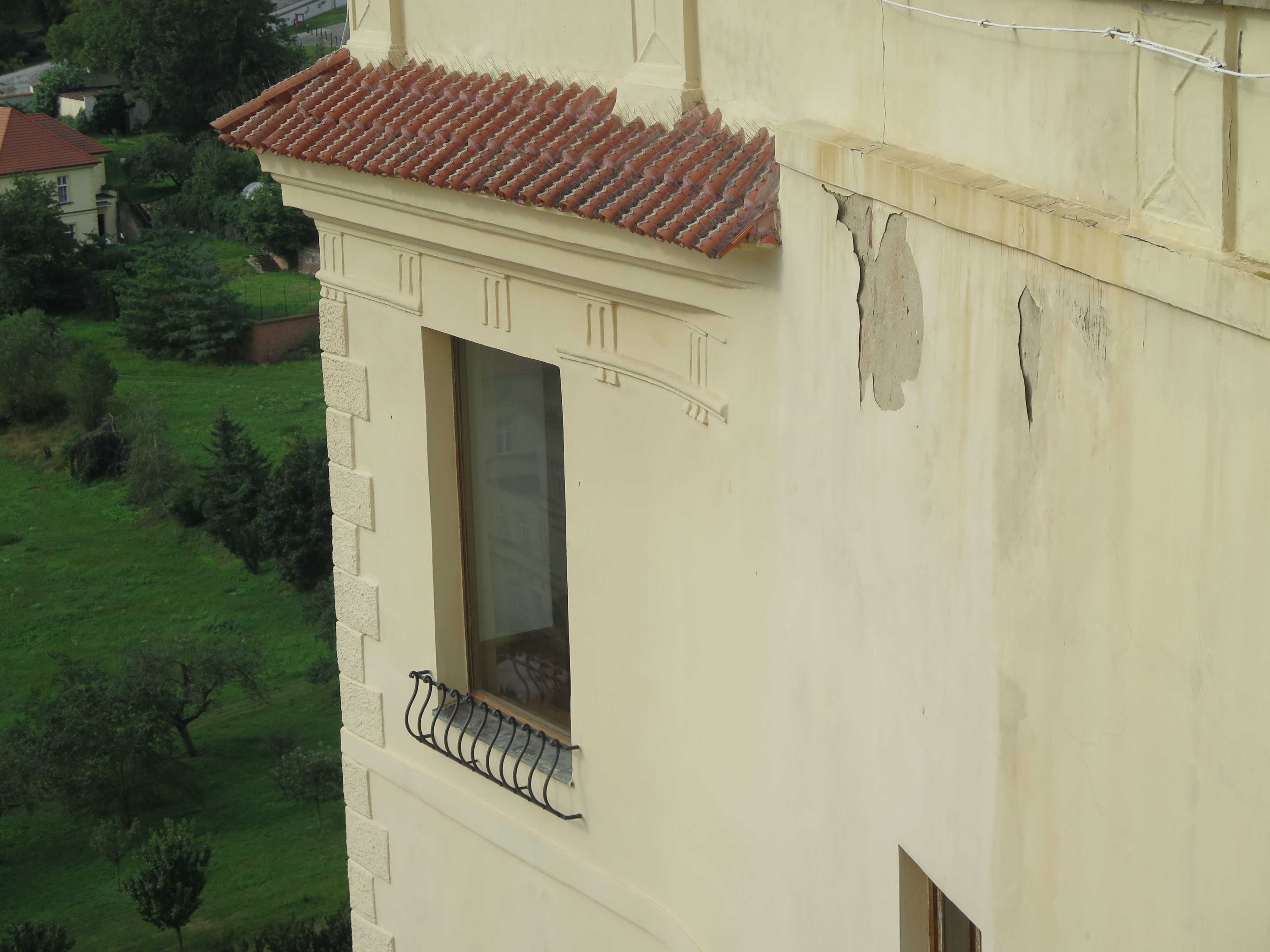
Okno atelieru Jana Slavíčka v Hrzánském paláci (2020)

V roce 1918 zde byl prováděn archeologický průzkum z popudu nového majitele horního domu malíře Ferdinanda Engelmüllera (1867–1924), který zde měl malířskou školu a ateliér. Po něm tyto prostory od roku 1924 užíval malíř Jan Slavíček (syn malíře Antonína Slavíčka), který zde pak bydlel i tvořil až do své smrti v roce 1970.
Budova od roku 1949 sloužila nejprve Ministerstvu kultury ČSSR, později vládě ČSSR, dnes slouží jakožto reprezentační prostora předsednictva vlády ČR a předsedy vlády ČR, který má v tomto paláci i svoji vlastní pracovnu. Palác spravuje Úřad vlády ČR.
V letech 1949 až 1954 byl objekt velmi výrazně upraven a přestavěn pro reprezentační účely Ministerstva kultury ČSSR, vznikly zde nové velké sály, nové schodiště, objekt byl vyzdoben monumentálními díly z období socialistického realismu, například sgrafitem od Adolfa Zábranského Vítání Rudé armády, mozaikou Pionýři od Vojtěcha Tittelbacha apod.
V roce 2023 tým Petra Pavla, nově zvoleného prezidenta, požádal premiéra Petra Fialu o užití tohoto objektu až do jeho inaugurace pro úřední účely.

## Známé osoby, které zde bydlely
- Tomáš Garrigue Masaryk, bydlel zde v letech 1894 až 1895 s manželkou Charlottou Masarykovou, jen o dva domy výše směrem k Pohořelci pak později bydlela Alice Masaryková. Tuto okolnost zde připomíná pamětní deska umístěná na zdi u vchodu do domu
- Ferdinand Engelmüller, měl zde malířskou školu a ateliér v letech 1915 až 1924, jeho zdejší působení připomíná pamětní deska a busta umístěná na nádvoří paláce
- Jan Slavíček, český malíř, bydlel zde a pracoval v letech 1937 až do své smrti v roce 1970, z oken paláce namaloval několik známých obrazů s námětem pohledů na Prahu
- Pavel Dostál, český politik a divadelník, když působil ve funkci ministra kultury ČR, měl zde malý služební byt

## Okolní stavby
- Toskánský palác
- Černínský palác
- Dietrichštejnský palác
- Klášter bosých karmelitánek s kostelem sv. Benedikta

## Galerie

Interiéry Hrzánského paláce
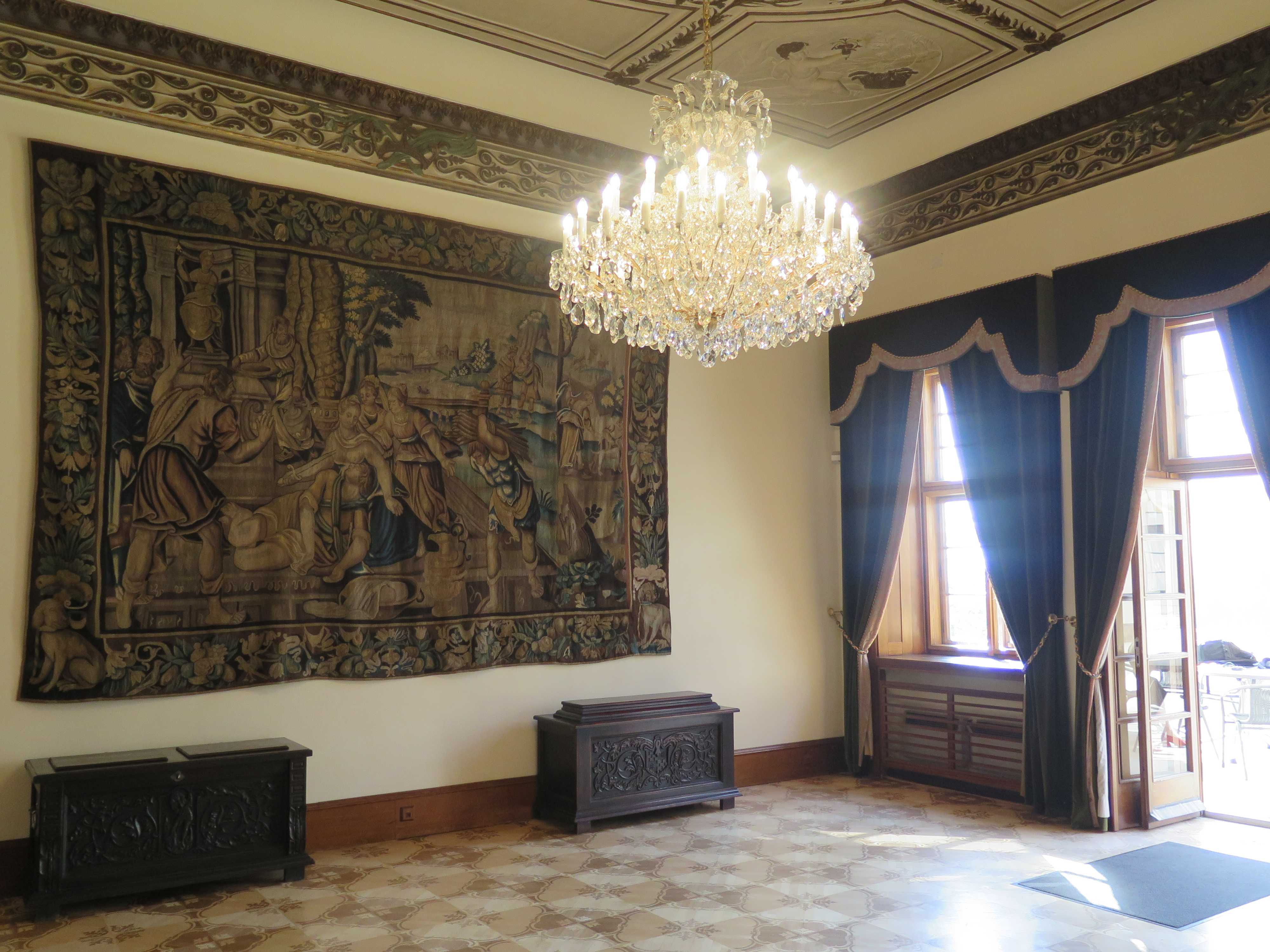
Gobelínový sál
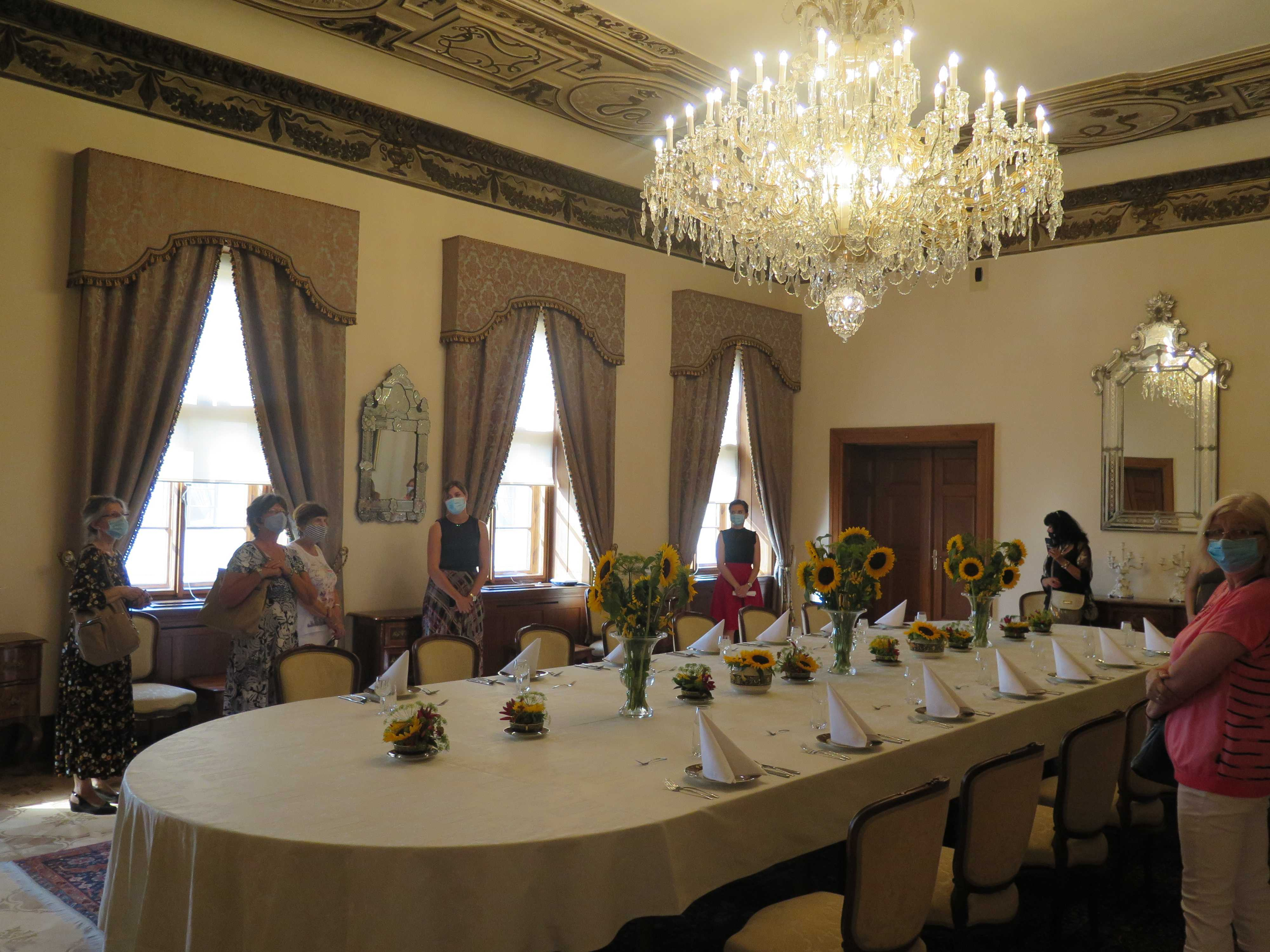
Jídelna
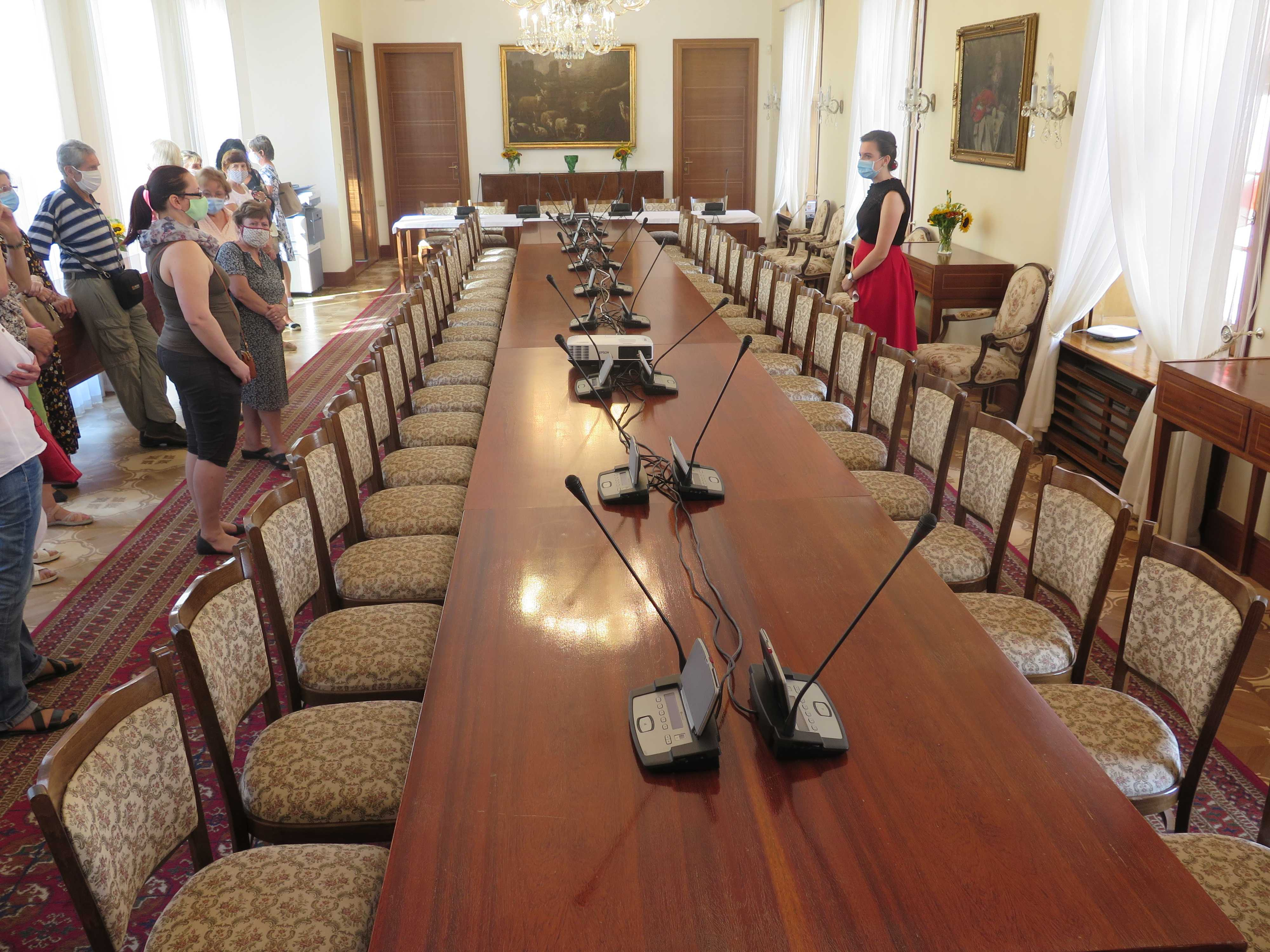
Konferenční sál
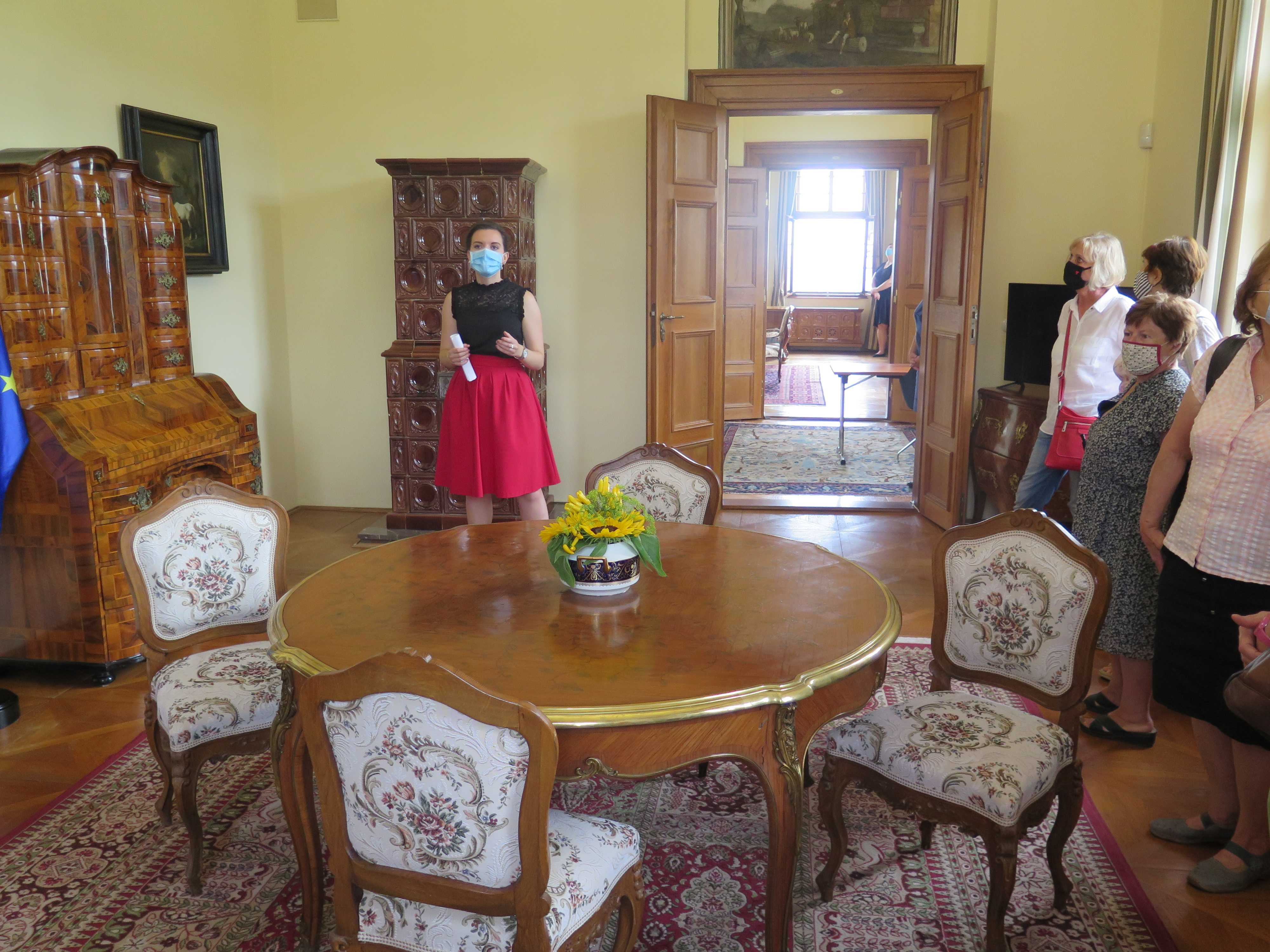
Předpokoj pracovny premiéra
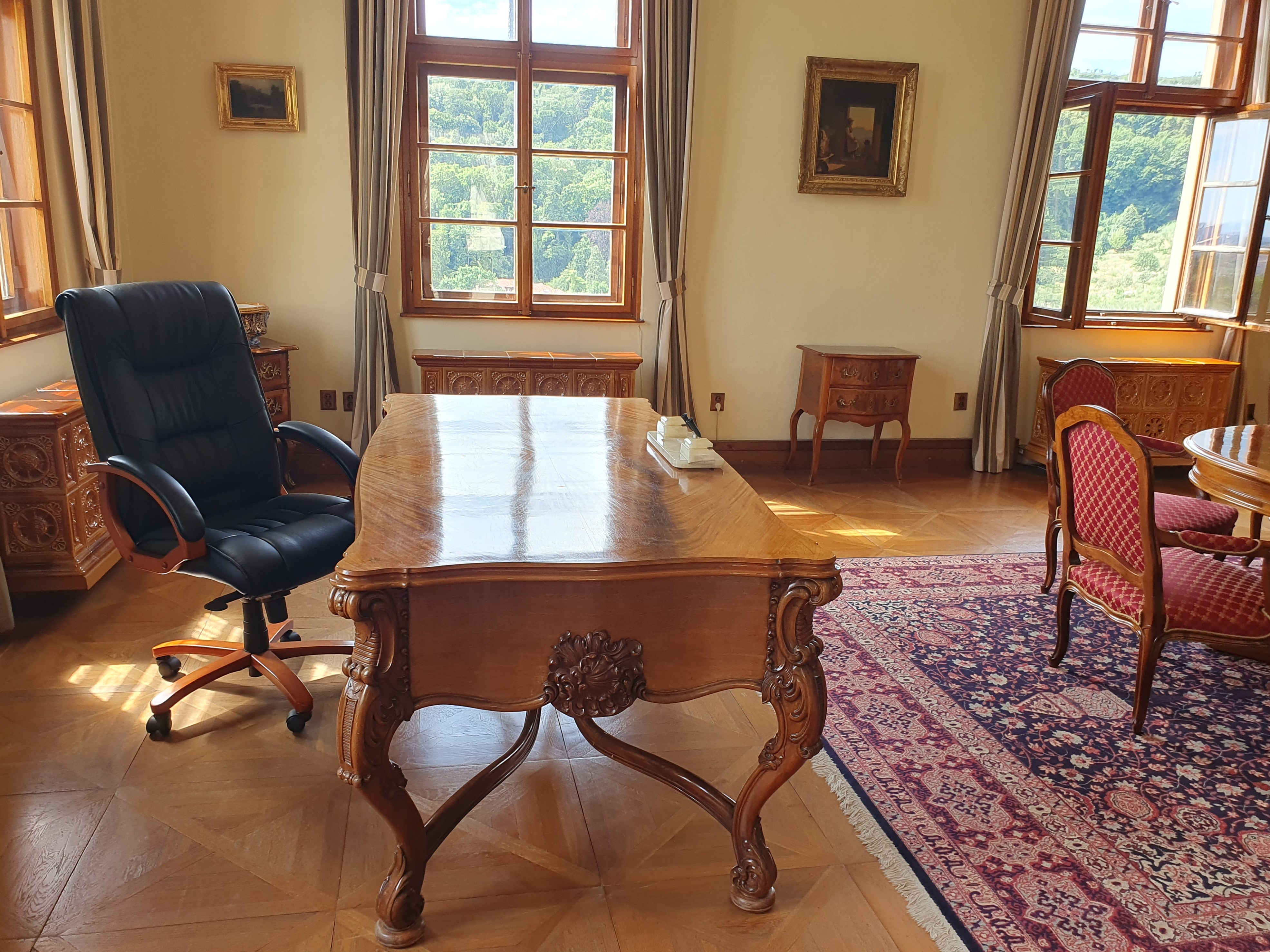
Pracovna premiéra
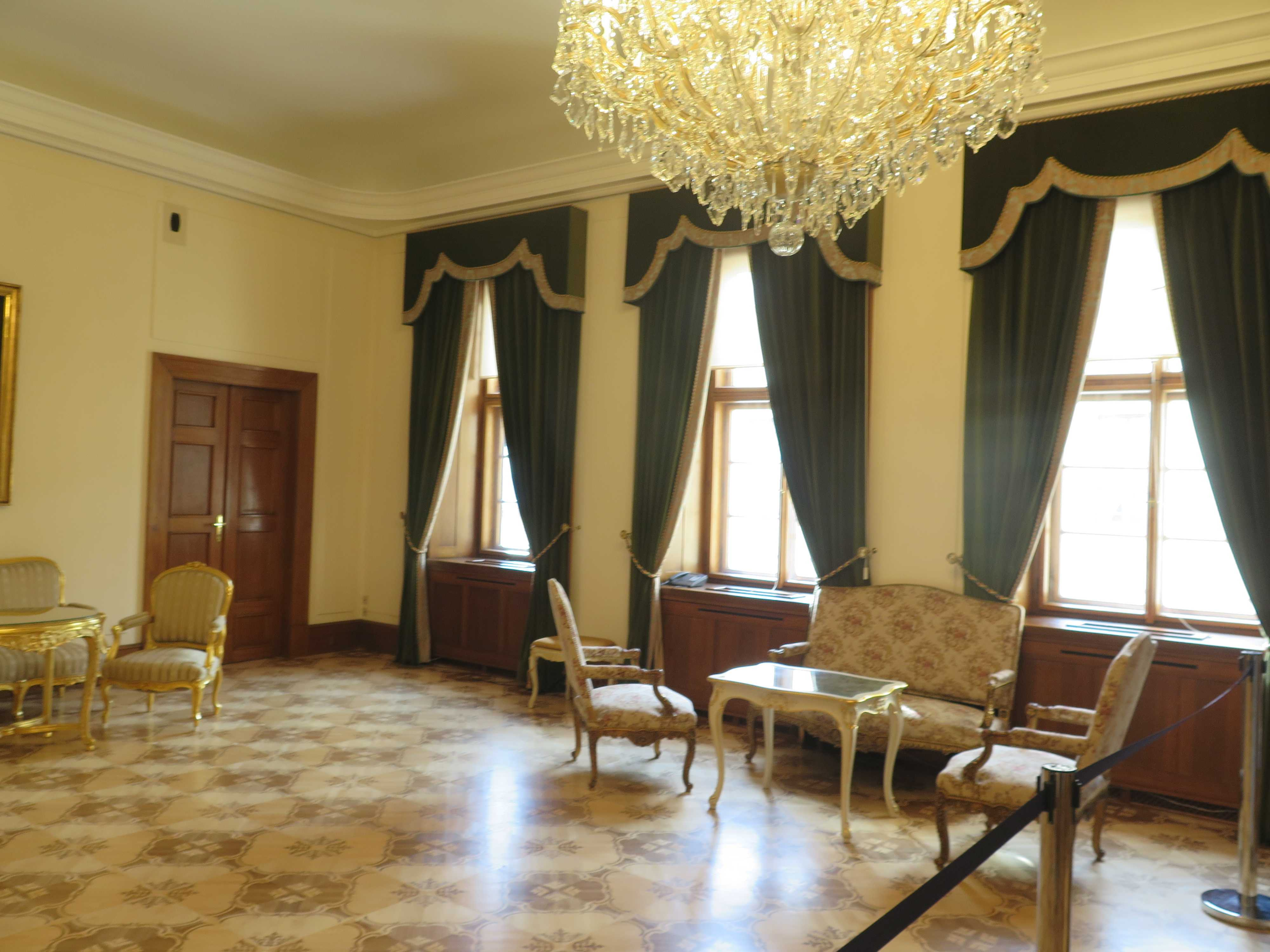
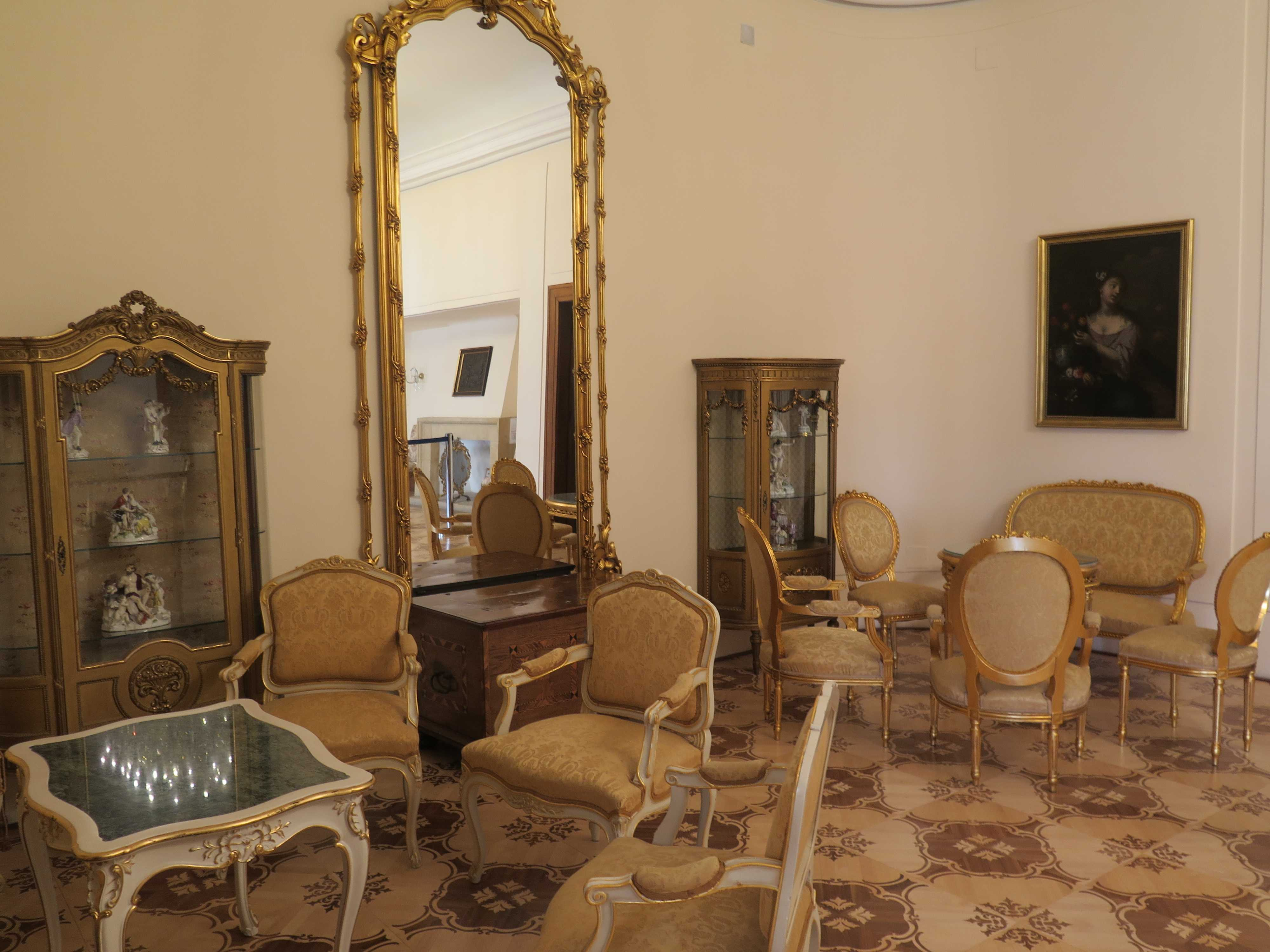

Pohledy z Hrzánského paláce
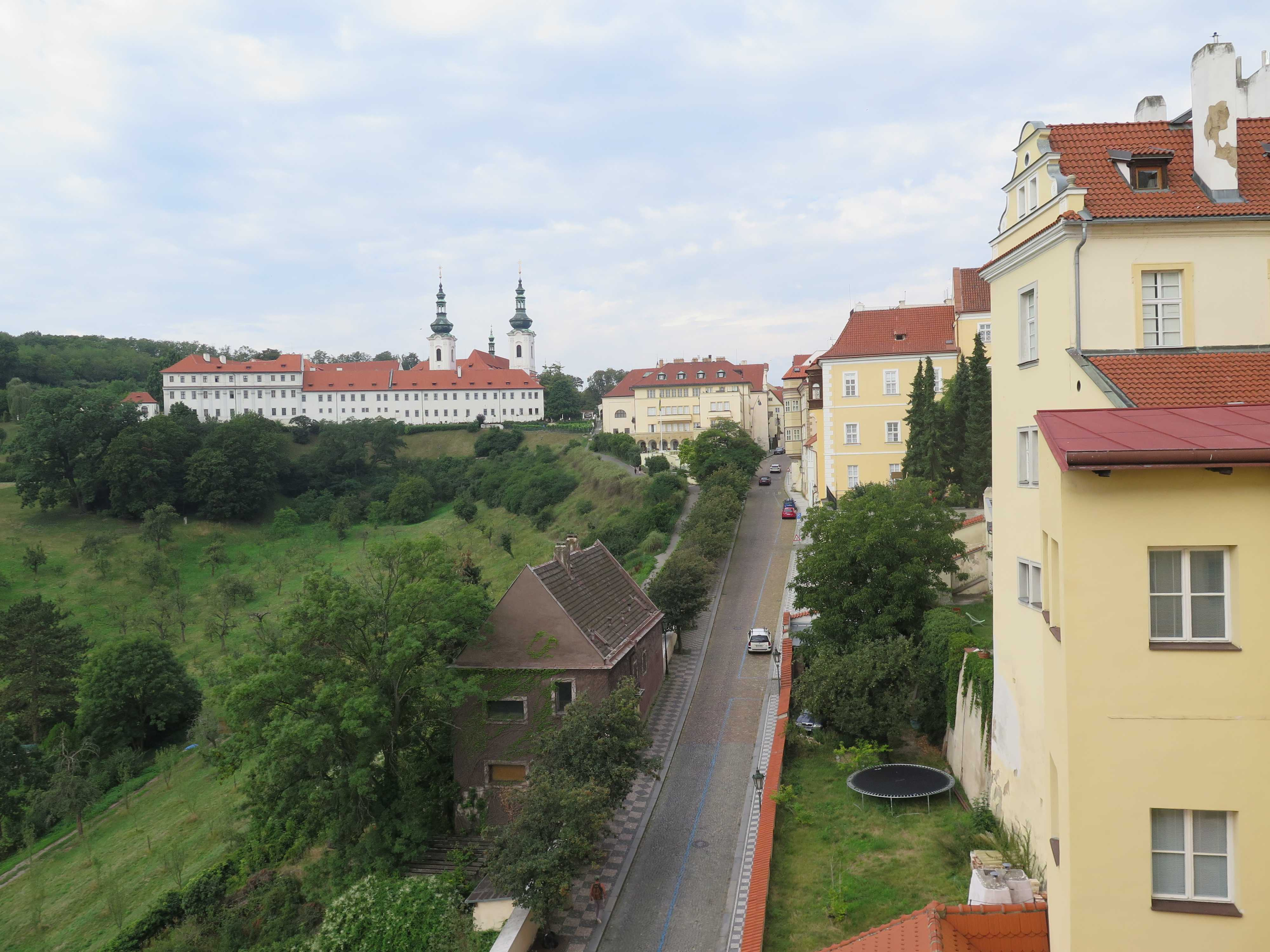
Z okna sekretariátu na velkou strahovskou zahradu, Švédské velvyslanectví, Strahovský klášter a na horní část ulice Úvoz
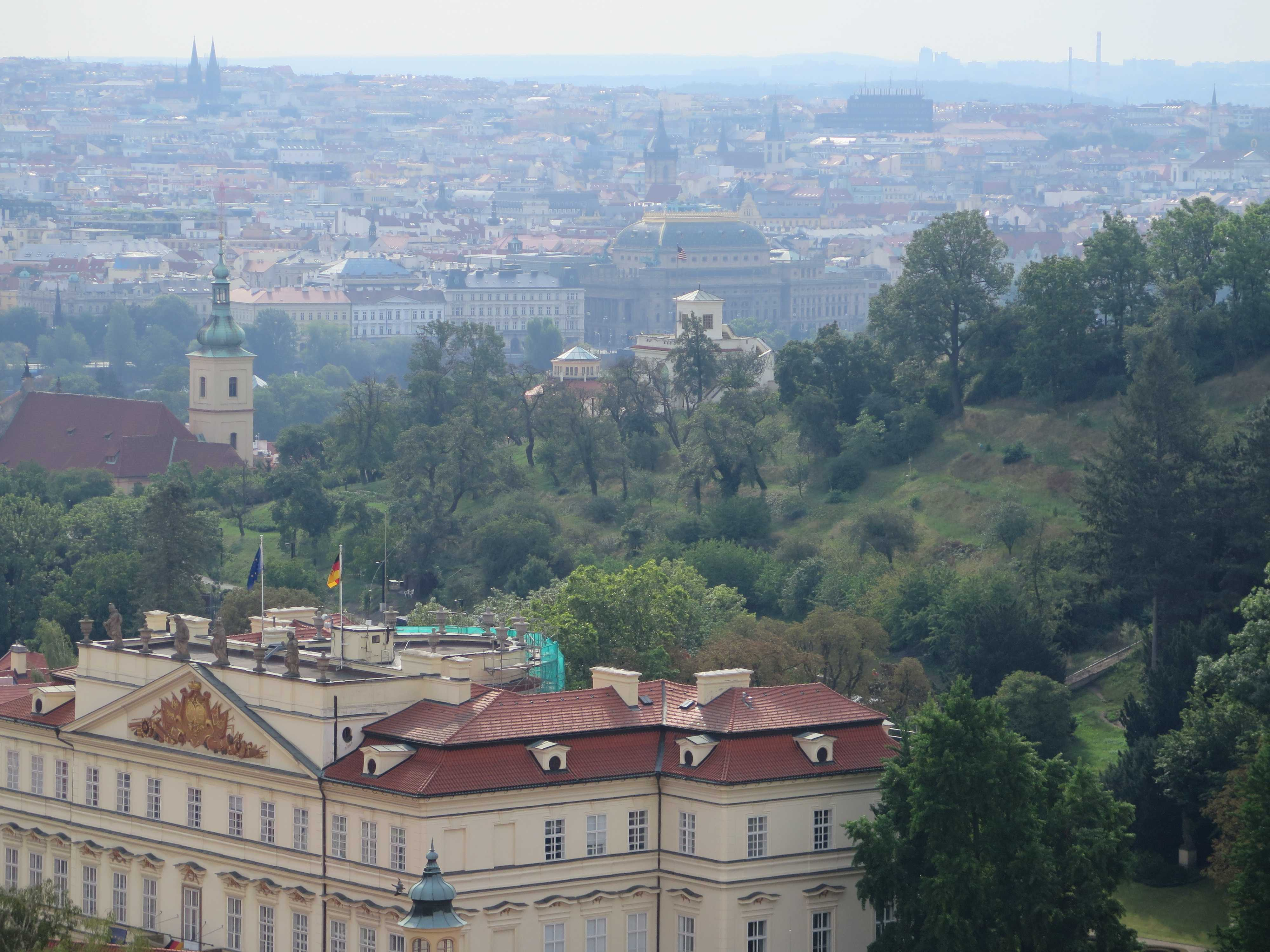
Z terasy směrem na Jánský vršek
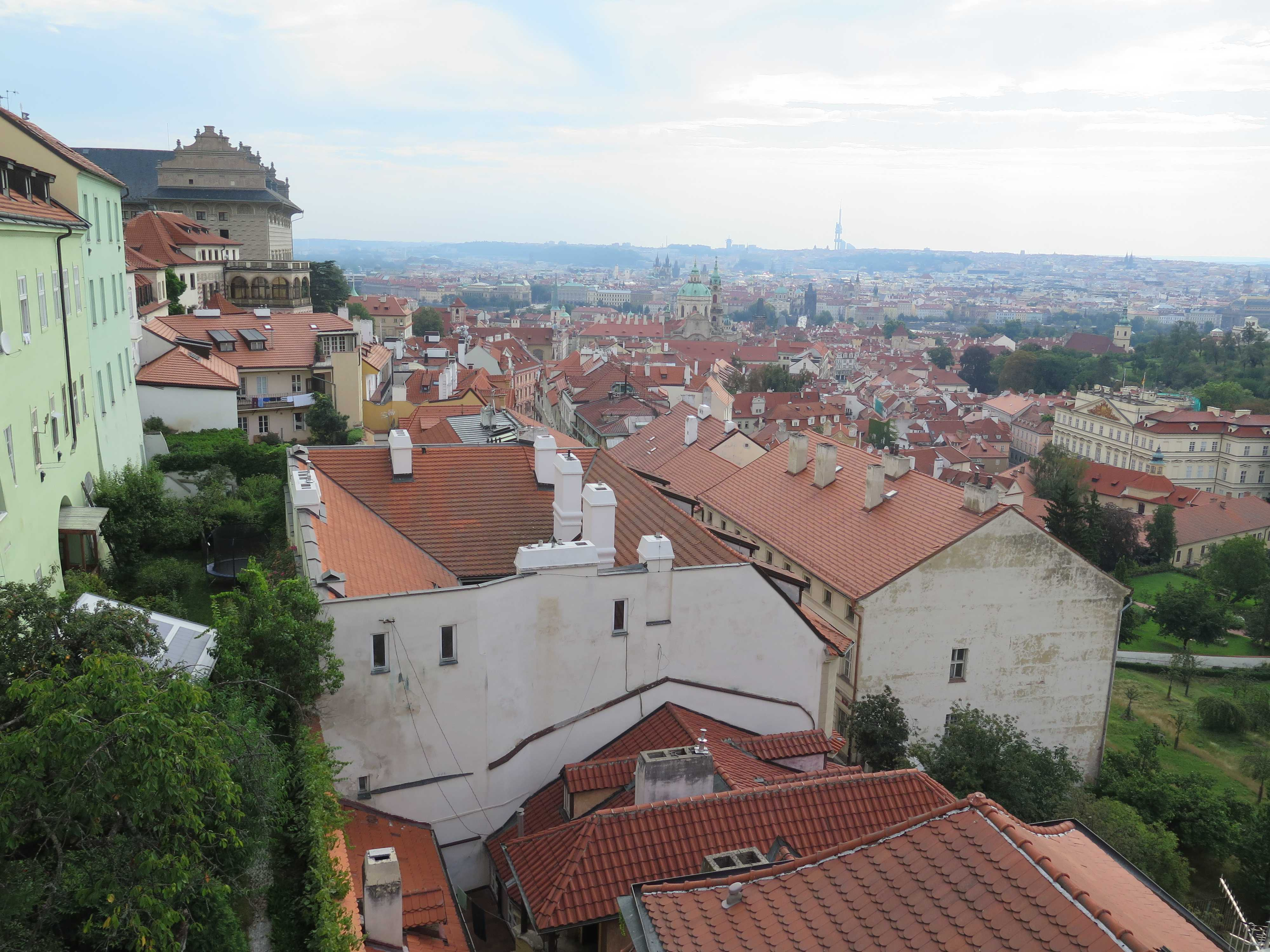
Z terasy směrem na Lobkovický palác
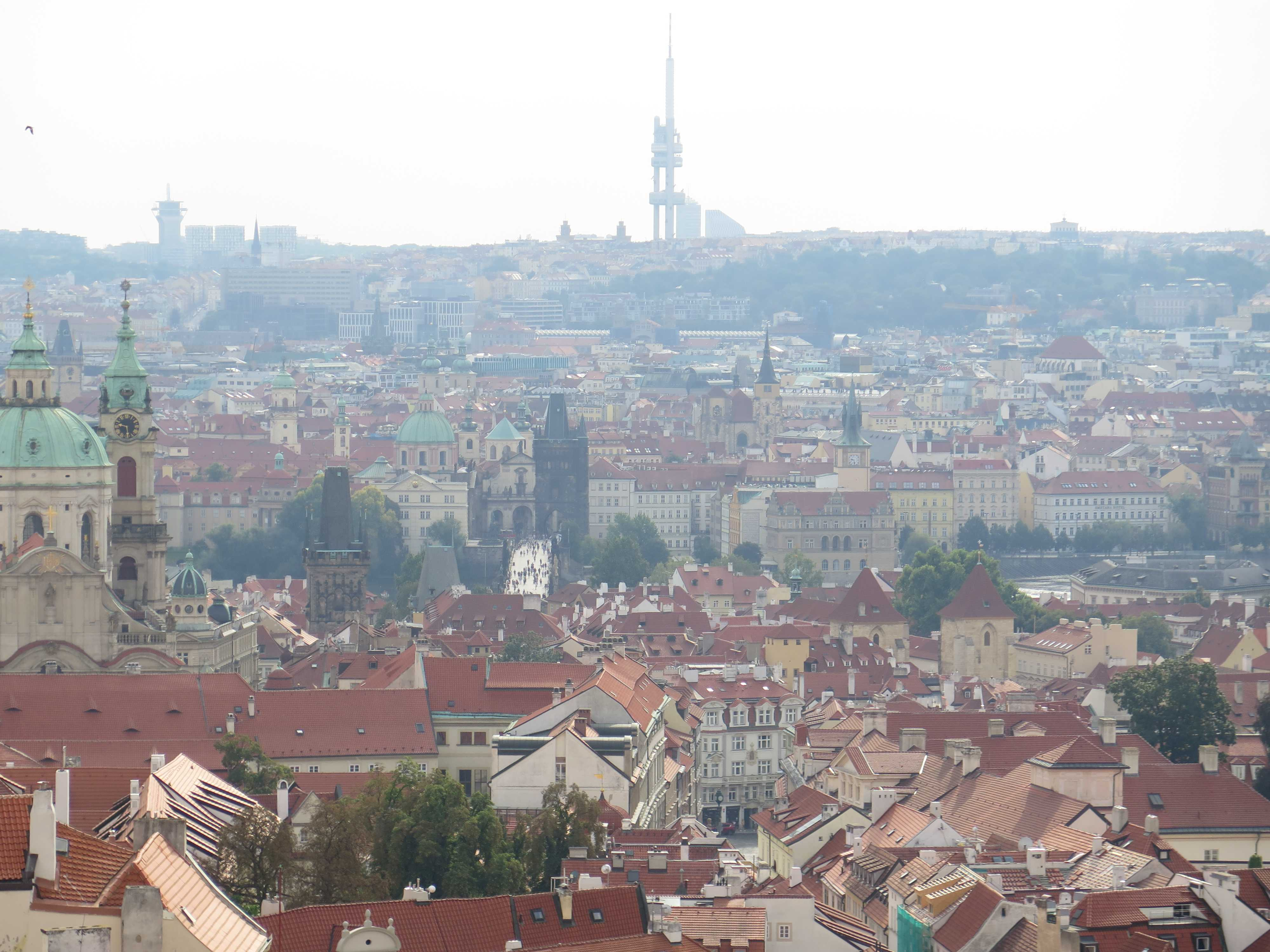
Směrem na Malou Stranu a Karlův most
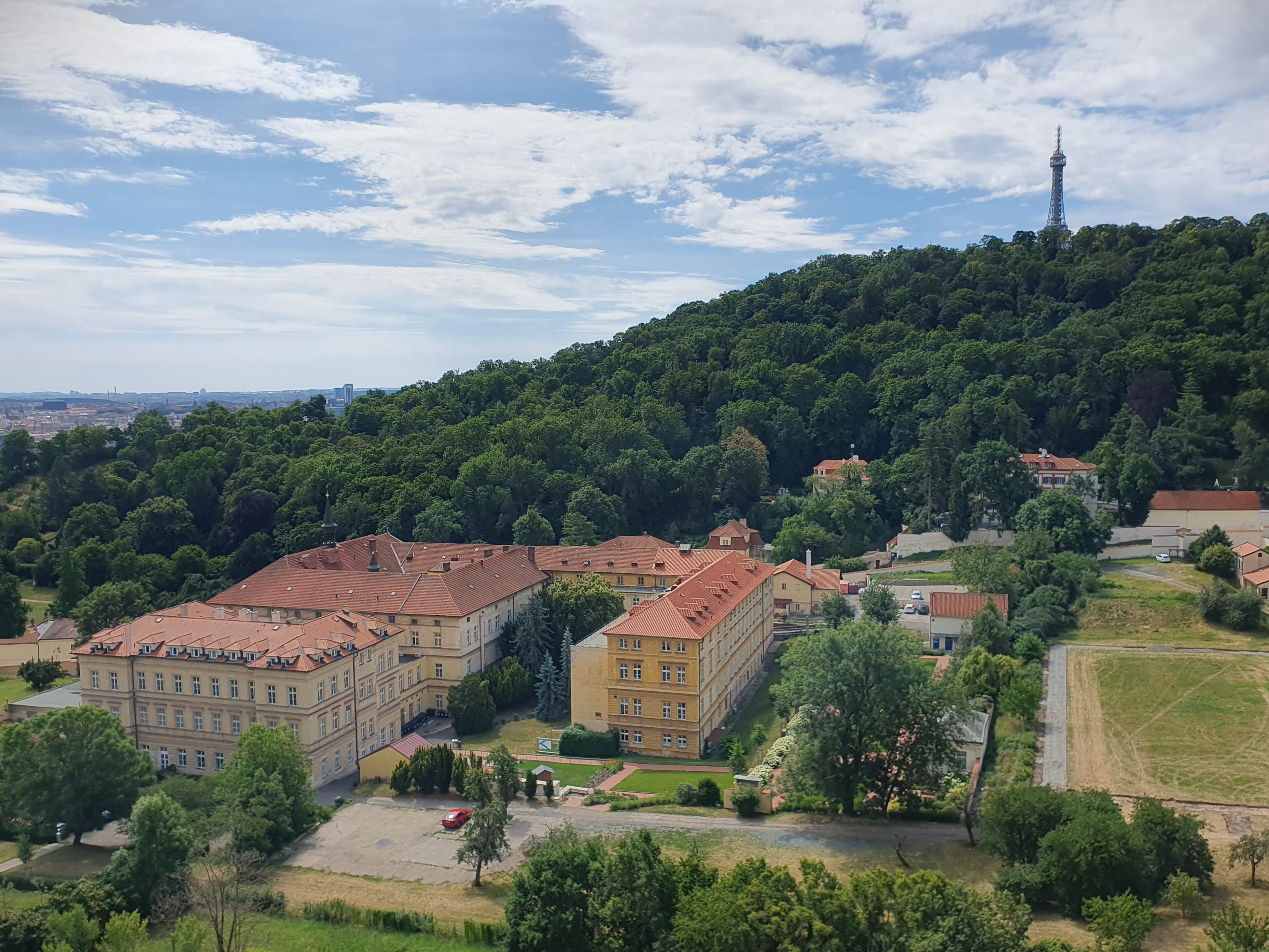
Z okna sekretariátu na Petřín